# القابل (الشرية)

تعديل مصدري - تعديل

القابل هي إحدى قرى عزلة آل غنيم بمديرية الشرية التابعة لمحافظة البيضاء، بلغ تعداد سكانها 1458 نسمة حسب تعداد اليمن لعام 2004.